# Round Rock (îles Vierges britanniques)
Pour les articles homonymes, voir Round Rock (homonymie).
Round Rock (« Roche Ronde ») est un îlot inhabité des îles Vierges britanniques, dans les Caraïbes.

## Description
L'îlot est situé à environ un kilomètre au nord-est de Ginger Island (en). Il mesure environ 400 m de long et 200 m de large avec un point culminant à 36 mètres.